# 譚碧賢
譚碧賢（英語：Brittney Tam，1997年8月23日—），加拿大女子羽毛球運動員。

## 簡歷
2014年12月，譚碧賢出戰美國羽毛球大獎賽，打進女子單打比賽四強。
2015年8月，譚碧賢參加印尼雅加達舉行的世界羽毛球錦標賽，與矢仓尼尔合作出戰混合雙打項目，首圈就以0比2（12-21、9-21）不敵新加坡的丹尼·巴瓦·克里斯南塔/梁语嫣出局。

## 主要比賽成績
只列出曾進入準決賽的國際賽事成績：
| 年份   | 賽事                         | 公開賽級別 | 項目     | 拍檔     | 成績   |
| ------ | ---------------------------- | ---------- | -------- | -------- | ------ |
| 2012年 | 泛美洲青年羽毛球錦標賽       | 其他       | 混合雙打 | 余智華   | 亞軍   |
| 2013年 | 泛美洲青年羽毛球錦標賽       | 其他       | 混合團體 | －       | 冠軍   |
| 2014年 | 美國羽毛球國際賽             | 國際挑戰賽 | 混合雙打 | 矢仓尼尔 | 準決賽 |
| 2014年 | 美國羽毛球大獎賽             | 大獎賽     | 女子單打 | －       | 準決賽 |
| 2015年 | 南方共同市場羽毛球國際挑戰賽 | 國際挑戰賽 | 混合雙打 | 矢仓尼尔 | 準決賽 |
| 2016年 | 泛美洲羽毛球錦標賽           | 其他       | 混合團體 | －       | 冠軍   |
| 2016年 | 泛美洲羽毛球錦標賽           | 其他       | 女子單打 | －       | 冠軍   |
| 2016年 | 泛美洲羽毛球錦標賽           | 其他       | 混合雙打 | 矢仓尼尔 | 冠軍   |
| 2017年 | 泛美洲羽毛球錦標賽 (團體)    | 其他       | 混合團體 | －       | 冠軍   |
| 2017年 | 泛美洲羽毛球錦標賽           | 其他       | 女子單打 | －       | 亞軍   |
| 2017年 | 泛美洲羽毛球錦標賽           | 其他       | 混合雙打 | 矢仓尼尔 | 亞軍   |
| 2017年 | 懷卡托羽毛球國際賽           | 國際系列賽 | 女子單打 | －       | 冠軍   |
| 2017年 | 美國羽毛球國際挑戰賽         | 國際挑戰賽 | 女子單打 | －       | 準決賽 |
| 2018年 | 泛美洲羽毛球男女子團體錦標賽 | 其他       | 女子團體 | －       | 冠軍   |
| 2018年 | 泛美洲羽毛球錦標賽           | 其他       | 女子單打 | －       | 季軍   |
| 2019年 | 泛美洲羽毛球混合團體錦標賽   | 其他       | 混合團體 | －       | 冠軍   |
| 2019年 | 泛美洲羽毛球錦標賽           | 其他       | 女子單打 | －       | 亞軍   |
| 2019年 | 哈爾科夫羽毛球國際賽         | 國際挑戰賽 | 女子單打 | －       | 準決賽 |
| 2019年 | 匈牙利羽毛球國際賽           | 國際挑戰賽 | 女子單打 | －       | 準決賽 |
| 2019年 | 美國羽毛球國際挑戰賽         | 國際挑戰賽 | 女子單打 | －       | 亞軍   |
| 2020年 | 泛美洲羽毛球男女子團體錦標賽 | 其他       | 女子團體 | －       | 冠軍   |
| 2020年 | 奧地利羽毛球公開賽           | 國際挑戰賽 | 女子單打 | －       | 準決賽 |

| 2007-2017年 | 首要超級賽 | 超級賽 | 黃金大獎賽 | 大獎賽 | 國際挑戰賽 | 國際系列賽 | 未來系列賽 | 其他 |

| 2018-2026年 | 總決賽 | 超級1000賽 | 超級750賽 | 超級500賽 | 超級300賽 | 超級100賽 | 國際挑戰賽 | 國際系列賽 | 未來系列賽 | 其他 |

### 奧運會和世錦賽參賽紀錄
|          | 搭檔     | 2015 |
| -------- | -------- | ---- |
| 混合雙打 | 矢仓尼尔 | 48強 |